# 九九式手榴弹

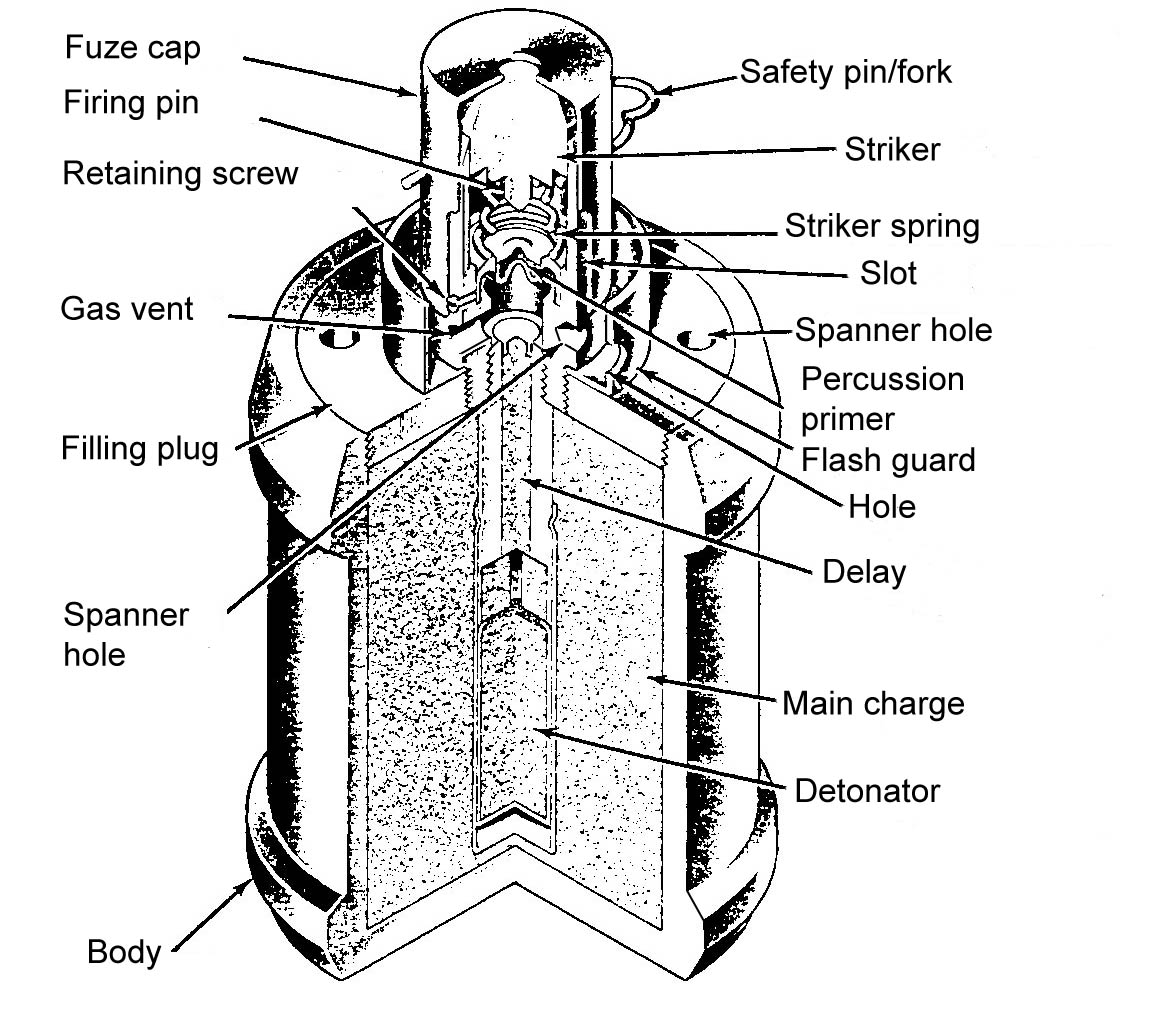
99式手榴彈剖面圖

99式手榴彈 (九九式手榴弾，きゅうきゅうしきてりゅうだん)為日本帝國陸軍與日本帝國海軍海軍特別陸戰隊於第二次世界大戰使用的九七式破片手榴彈之改良版。

## 歷史與演進
在97式手榴彈配發給前線部隊不久後，出現了一系列的問題。引信裝置的不穩定與不精準導致它對投擲者與被投擲者幾乎一樣危險。而且，97式手榴彈是特別作為手榴彈用途的，無法與榴彈發射器共用。在1939年，陸軍技術署開發了一修正版以解決這些問題。

## 設計
99式手榴彈可以用手投擲或是用百式擲彈筒發射。與早期的九一式或九七式手榴彈不同的是，彈體並無分段，而是光滑並在兩端擴開的。它的直徑也較91式稍小。
操作時須先拉扯接在安全插稍上的線以將插稍拔除，再將引信的末端在一個硬物上（例如石頭或頭盔）敲擊一次，然後立即擲出。由於撞針是內建的，並不需要旋上或旋下撞針固定器；這點與日本早期的手榴彈不同。99式手榴彈也可在拔除插稍後，放置在地板或椅子下作為詭雷。

## 戰鬥紀錄
99式手榴彈在第二次中日戰爭與第二次世界大戰的各場戰役被發給日本步兵作為標準槍榴彈，最早落入盟軍軍事情報部門的這些手榴彈是在阿留申群島的吉斯卡之役被捕獲，導致美軍部隊暱稱其為“吉斯卡手榴彈”。

## 外部連結
- 第二次世界大戰日本炸彈（页面存档备份，存于）
- 關於日本帝國陸軍的資料（页面存档备份，存于）
- 美軍技術手冊 E 30-480（页面存档备份，存于）